# Туенно
Туенно (італ. Tuenno, вен. Tueno) — колишній муніципалітет в Італії, у регіоні Трентіно-Альто-Адідже,  провінція Тренто. З 1 січня 2016 року Туенно є частиною новоствореного муніципалітету Вілле-д'Анаунія.
Туенно розташоване на відстані близько 510 км на північ від Рима, 31 км на північ від Тренто.
Населення — 2435 осіб (2014).

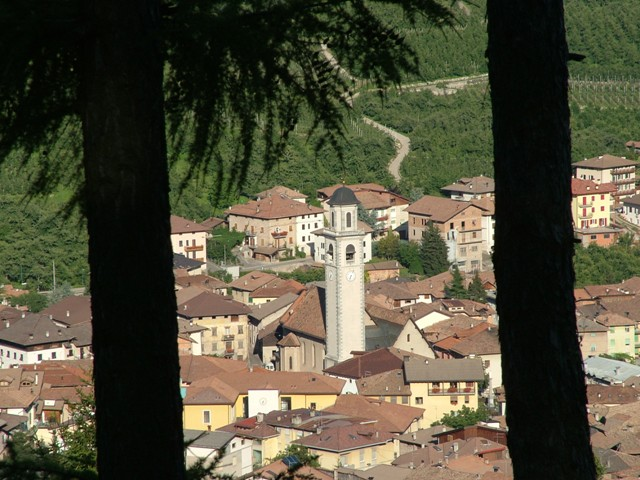

Щорічний фестиваль відбувається 21 жовтня. Покровитель — Sant'Orsola.

## Демографія
Населення за роками:

Станом на 31 грудня 2014 року в муніципалітеті офіційно проживало 208 іноземців з 20 країн, серед них 132 громадяни країн Євросоюзу та 3 громадяни України.

## Сусідні муніципалітети
- Камподенно
- Клес
- Конта
- Денно
- Дімаро-Фольгарида
- Мольвено
- Нанно
- Тре-Вілле
- Спормаджоре
- Тассулло